# Lü Lin
Lü Lin, chiń. 呂琳 (ur. 6 kwietnia 1969 w Wenling) – chiński tenisista stołowy, dwukrotny medalista olimpijski, czterokrotny medalista mistrzostw świata.
Dwukrotnie wystąpił na letnich igrzyskach olimpijskich. W 1992 roku na igrzyskach w Barcelonie zdobył złoty medal olimpijski w grze podwójnej (razem z nim grał Wang Tao), a w grze pojedynczej zajął 33. miejsce. Cztery lata później na igrzyskach w Atlancie zdobył srebrny medal w deblu (ponownie z Wang Tao). 
W latach 1991–1995 zdobył cztery medale mistrzostw świata (dwa złote i dwa srebrne), w 1994 roku dwa medale igrzysk azjatyckich (złoty i brązowy), a w latach 1990–1994 sześć medali mistrzostw Azji (dwa złote, jeden srebrny i trzy brązowe).